# Trójkowy system liczbowy
Trójkowy system liczbowy – pozycyjny system liczbowy, w którym podstawą jest liczba 3. Do zapisu liczb są potrzebne 3 cyfry: 0, 1 i 2. Cyfry trójkowe często nazywa się tritami na podobieństwo bitów w systemie binarnym.

## Porównanie z systemem dziesiętnym i dwójkowym
Liczba cyfr do zapisania liczb w systemie trójkowym nie rośnie tak szybko jak w systemie dwójkowym, jednakże jest nadal znaczna w porównaniu do zapisu dziesiętnego. Na przykład 36510, to 1011011012 (9 cyfr) i 1111123 (6 cyfr).
| Dziesiętnie | Dwójkowo | Trójkowo |
| ----------- | -------- | -------- |
| 1           | 1        | 1        |
| 2           | 10       | 2        |
| 3           | 11       | 10       |
| 4           | 100      | 11       |
| 5           | 101      | 12       |
| 6           | 110      | 20       |
| 7           | 111      | 21       |
| 8           | 1000     | 22       |
| 9           | 1001     | 100      |
| 10          | 1010     | 101      |
| 11          | 1011     | 102      |
| 12          | 1100     | 110      |
| 13          | 1101     | 111      |
| 14          | 1110     | 112      |

## Zbiór Cantora
Liczby w systemie trójkowym są pomocne w definiowaniu zbioru Cantora. Zbiór ten tworzą liczby z przedziału od 0 do 2, których trójkowa reprezentacja nie zawiera cyfry 1.